# Here (Leo Sayer album)
A Here az angol énekes és dalszövegíró, Leo Sayer hetedik albuma, melyet 1979-ben adtak ki.

## Számlista
1. "The World Has Changed" (Leo Sayer, Billy Livsey, S. Cuevas) – 3:54
2. "When the Money Runs Out" (Sayer, Ray Parker Jr.) – 3:39
3. "The End" (Sayer, David Courtney) – 3:52
4. "Lost Control" (Al Kooper) – 4:30
5. "An Englishman in the U.S.A." (Sayer, L. Davidson) – 4:40
6. "Who Will the Next Fool Be" (Sayer, Courtney) – 4:15
7. "Work" (Sayer, Tom Snow, Johnny Vastano) – 3:31
8. "Oh Girl" (Eugene Record) – 3:47
9. "Ghosts" (Sayer, Frank Farrell, L. Nicol) – 4:29
10. "Takin' the Easy Way Out" (Sayer, Courtney) – 4:48[1]

## Közreműködők
- Leo Sayer - gitár, harmonika, vokál
- John Barnes - billentyűs hangszerek
- Jeff Baxter - gitár
- Michael Boddicker - szintetizátor
- Arnell Carmichael - vokál, háttérvokál
- David Courtney - zongora, tamburin
- Steve Cropper - gitár
- Paulinho Da Costa - ütőshangszerek
- Chris Desmond - csettintés (az ujjakkal)
- Mark Doyle - gitár
- Donald "Duck" Dunn - basszusgitár
- Victor Feldman - ütőshangszerek
- Bob Glaub - basszus
- Ed Greene - dobok
- Bobbye Hall - ütőshangszerek
- Mitch Holder - gitár
- Jerry Jumonville - szaxofon
- Al Kooper - orgona, szintetizátor, billentyűs hangszerek, előadóművész
- Billy Livsey - zongora, billentyűsök, Wurlitzer
- David Luell - szaxofon (tenorszaxofon)
- Steve Lukather - gitár
- Steve Madaio - trombita, szárnykürt, kürt
- Bill Payne - orgona, szintetizátor, billentyűs hangszerek
- Chuck Rainey - basszus
- Eugene Record - előadóművész
- Rick Shlosser - dobok
- Tom Snow - zongora
- Fred Tackett - gitár[1]

## Készítési folyamat
- Producer: David Courtney[1]

## Ranglista
| Év   | Ranglista       | Helyezés |
| ---- | --------------- | -------- |
| 1979 | UK Albums Chart | 44.      |